# Tarık Çetin
Tarık Çetin (Kadıköy, 8 gennaio 1997) è un calciatore turco, portiere del Fenerbahçe.

## Carriera

### Club
Ha giocato nella prima divisione turca.

### Nazionale
Ha giocato nelle nazionali giovanili turche Under-16, Under-17 ed Under-18.

## Statistiche

### Presenze e reti nei club
Statistiche aggiornate al 2 novembre 2022.
| Stagione                | Squadra                 | Campionato              | Campionato | Campionato | Coppe nazionali | Coppe nazionali | Coppe nazionali | Coppe continentali | Coppe continentali | Coppe continentali | Altre coppe | Altre coppe | Altre coppe | Totale | Totale |
| Stagione                | Squadra                 | Comp                    | Pres       | Reti       | Comp            | Pres            | Reti            | Comp               | Pres               | Reti               | Comp        | Pres        | Reti        | Pres   | Reti   |
| ----------------------- | ----------------------- | ----------------------- | ---------- | ---------- | --------------- | --------------- | --------------- | ------------------ | ------------------ | ------------------ | ----------- | ----------- | ----------- | ------ | ------ |
| gen.-giu. 2018          | Fatih Karagümrük        | 2L                      | 8          | -10        | TK              | -               | -               | -                  | -                  | -                  | -           | -           | -           | 8      | -10    |
| 2018-2019               | Fatih Karagümrük        | 2L                      | 31+5       | -31 + -2   | TK              | 0               | 0               | -                  | -                  | -                  | -           | -           | -           | 36     | -33    |
| Totale Fatih Karagümrük | Totale Fatih Karagümrük | Totale Fatih Karagümrük | 39+5       | -41 + -2   |                 | 0               | 0               |                    | -                  | -                  |             | -           | -           | 44     | -43    |
| 2019-2020               | Çaykur Rizespor         | SL                      | 9          | -10        | TK              | 4               | -6              | -                  | -                  | -                  | -           | -           | -           | 13     | -16    |
| 2020-2021               | Çaykur Rizespor         | SL                      | 8          | -14        | TK              | 2               | 0               | -                  | -                  | -                  | -           | -           | -           | 10     | -14    |
| 2021-2022               | Çaykur Rizespor         | SL                      | 11         | -12        | TK              | 1               | -1              | -                  | -                  | -                  | -           | -           | -           | 12     | -13    |
| 2022-2023               | Çaykur Rizespor         | 1.Lig                   | 10         | -7         | TK              | 0               | 0               | -                  | -                  | -                  | -           | -           | -           | 10     | -7     |
| Totale Çaykur Rizespor  | Totale Çaykur Rizespor  | Totale Çaykur Rizespor  | 38         | -43        |                 | 7               | -7              |                    | -                  | -                  |             | -           | -           | 45     | -50    |
| Totale carriera         | Totale carriera         | Totale carriera         | 77+5       | -84 + -2   |                 | 7               | -7              |                    | -                  | -                  |             | -           | -           | 89     | -93    |